# Eiconaxius baja
Eiconaxius baja är en kräftdjursart som beskrevs av Brian Frederick Kensley 1996. Eiconaxius baja ingår i släktet Eiconaxius och familjen Axiidae. Inga underarter finns listade i Catalogue of Life.